# Міхалув-Реґінув
Міхалув-Реґінув (пол. Michałów-Reginów) — село в Польщі, у гміні Велішев Леґьоновського повіту Мазовецького воєводства.
Населення — 1549 осіб (2011).
У 1975-1998 роках село належало до Варшавського воєводства.

## Демографія
Демографічна структура станом на 31 березня 2011 року:
|          | Загалом | Допрацездатний вік | Працездатний вік | Постпрацездатний вік |
| -------- | ------- | ------------------ | ---------------- | -------------------- |
| Чоловіки | 792     | 167                | 544              | 81                   |
| Жінки    | 757     | 143                | 455              | 159                  |
| Разом    | 1549    | 310                | 999              | 240                  |